# 雪峰山脉
雪峰山脉主体位于湖南中部和西部，是湖南境内重要的山脉，为资江与沅水的分水岭。
主峰苏宝顶海拔1934米。崀山风景区为最新开发的旅游景点，为第四批国家重点风景名胜区。
抗日战争末期的湘西会战最后一仗主战场为雪峰山东麓的洞口县的高沙、江口、青岩、铁山一带。 